# Ferenc Novák
Ferenc Novák (Boedapest, 13 juli 1969) was een Hongaars, kanovaarder.
Novák won in 2000 olympisch goud in de C-2 over 500 meter samen met Imre Pulai.

## Belangrijkste resultaten

### Olympische Zomerspelen
| Editie | Plaats | Resultaten            |
| ------ | ------ | --------------------- |
| 2000   | Sydney | C-2 500m 5e C-2 1000m |

### Wereldkampioenschappen vlakwater
| Jaar | Plaats      | Resultaten             |
| ---- | ----------- | ---------------------- |
| 1993 | Kopenhagen  | C-4 1000 m             |
| 1994 | Mexico-stad | C-4 500 m · C-2 1000 m |
| 1995 | Duisburg    | C-4 500m               |
| 1999 | Milaan      | C-4 1000 m             |
| 2003 | Gainesville | C-4 1000 m · C-4 500 m |

1976: Sergej Petrenko & Aleksandr Vinogradov ·
1980: László Foltán & István Vaskuti ·
1984: Matija Ljubek & Mirko Nišović ·
1988: Nicolae Juravschi & Viktor Reneiski ·
1992: Dmitri Dovgalenok & Aleksandr Maseikov ·
1996: Csaba Horváth & György Kolonics ·
2000: Ferenc Novák & Imre Pulai ·
2004: Meng Guanliang & Yang Wenjun ·
2008: Meng Guanliang & Yang Wenjun ·
2024: Liu Hao & Ji Bowen